# Manfūḥa

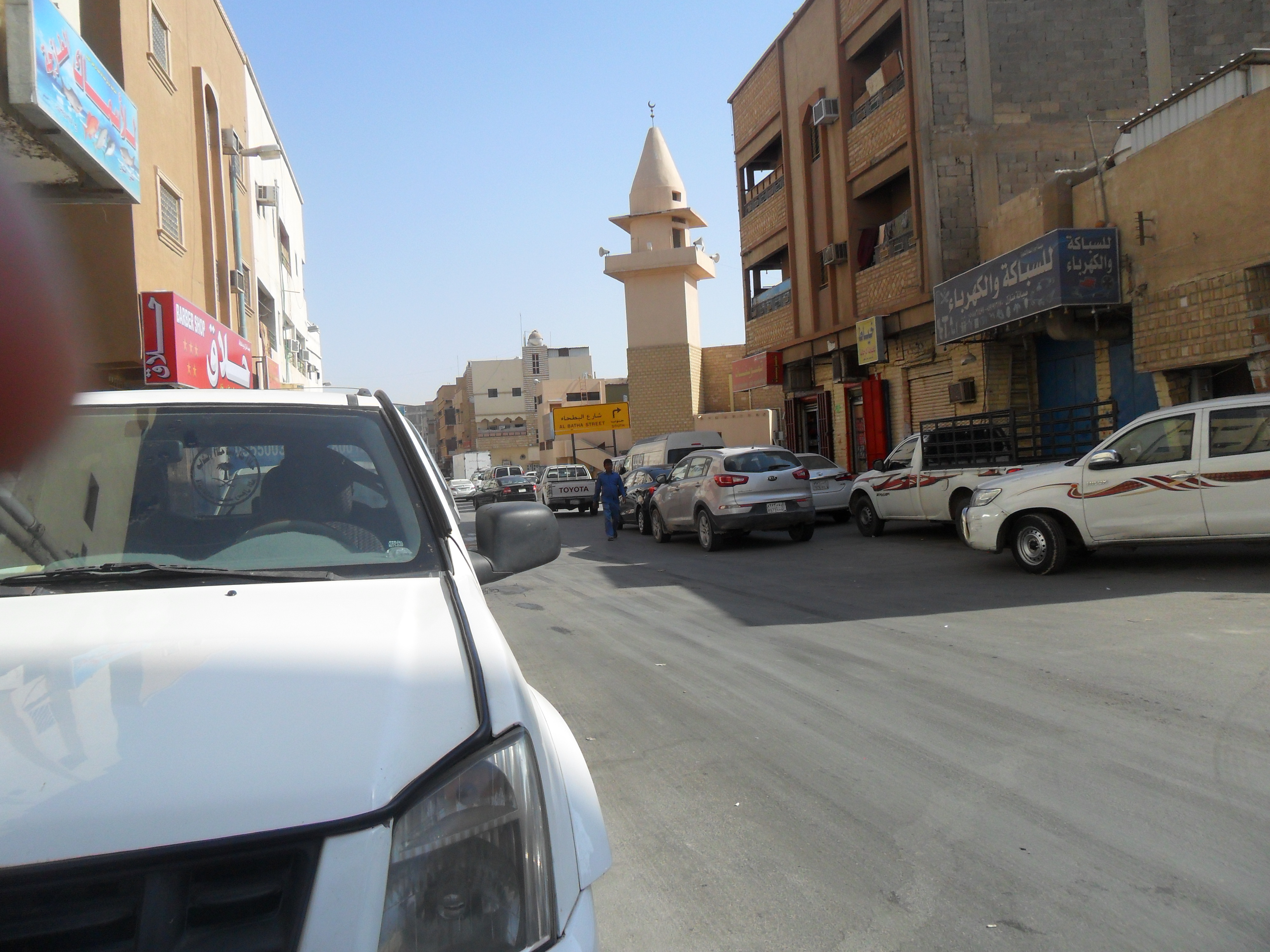
Manfūḥa (Riyāḍ)

Manfūḥa (in arabo ﻣﻨﻔﻮﺣـة‎?) era un'oasi araba che si situava a sud dell'attuale città di Riad.
Secondo la tradizione, vi nacque il grande poeta d'età preislamica al-Aʿshā.
Oggi essa costituisce una parte della capitale saudita.